# Elanus caeruleus

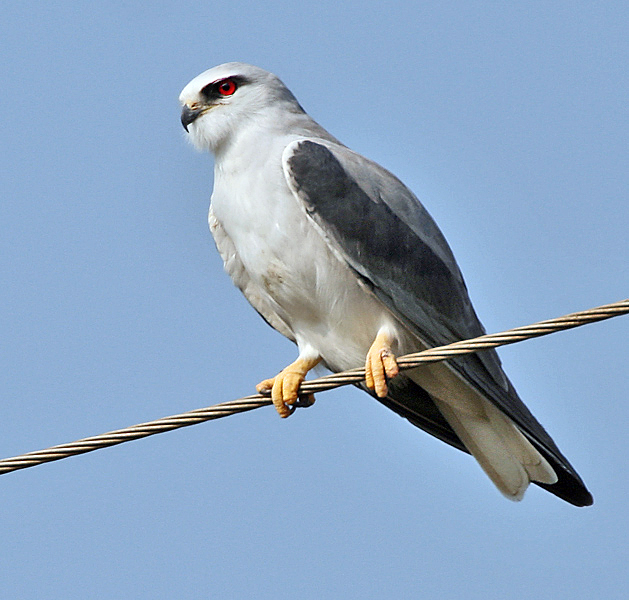
Un elanio común en Andhra Pradesh, India

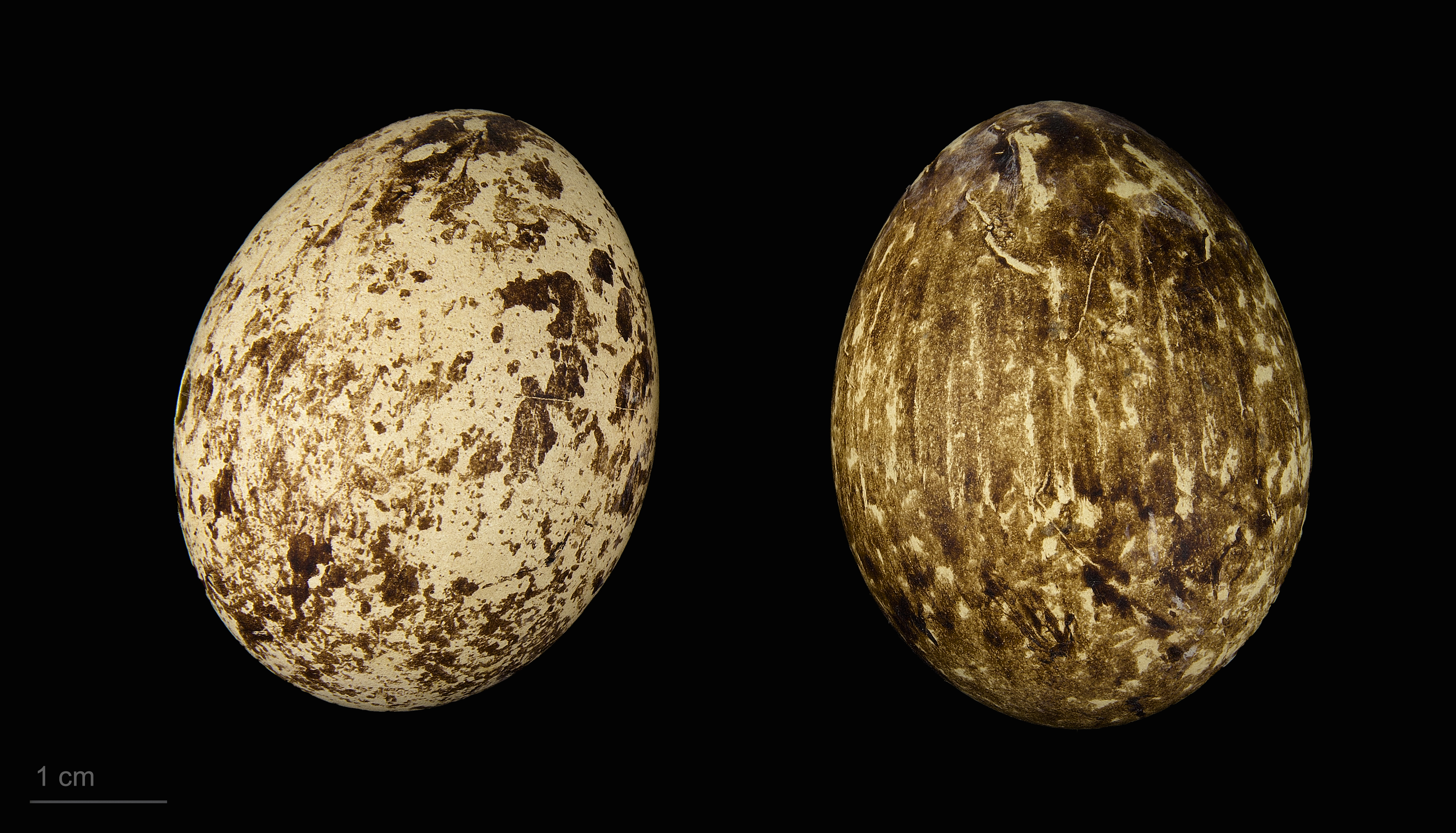
Elanus caeruleus - MHNT

El elanio común (Elanus caeruleus), también conocido como  elanio azul, es una especie de ave accipitriforme de la familia Accipitridae.

## Descripción
Es un ave inconfundible. Tiene la cabeza blanca con una "máscara" negra, y su parte inferior es blanca excepto las puntas de las afiladas alas, que son negras. La parte superior es gris azulada, con manchas negras en los hombros. La cola, corta y cuadrada, le diferencia de los milanos. Son muy difíciles de ver a simple vista, porque al volar se camuflan entre los cielos grises y nublados.

## Hábitat
Es una especie que vive principalmente en campos abiertos o semidesérticos. 

## Distribución geográfica
Antaño tan sólo habitaba en África y el sur de Asia, pero a partir de los años 50 con la imposición de modernos sistemas ganaderos y agrícolas, que provocaron un cambio en la utilización del suelo, sobre todo en Extremadura donde enormes cantidades de encinares fueron deforestados y roturados y la fauna y flora naturales destruidos para practicar la agricultura extensiva de cereal de secano, propiciaron la entrada del elanio azul como especie ajena al entorno y que lograra un establecimiento de colonias de cría. Estas colonias de cría permitieron su expansión por Europa, en el año 1975 la mitad sur de Portugal ya tenía importantes colonia de cría y en España ya había superado la mitad de la Península, a mediados de los años 80 se empezaron a detectar nidos en el sur de Francia, y desde entonces ha ampliado su distribución por gran parte de Europa. Actualmente su área de distribución abarca gran parte de Europa central y meridional, África, el centro y sur de Asia y Nueva Guinea. Nidifica en los árboles.
Su vuelo es lento como el del aguilucho, pero puede cernerse como un cernícalo.

## Alimentación
Se nutre con pequeños mamíferos, aves, insectos e incluso reptiles. Las captura lanzándose a por ellas tras localizarlas en un posadero, ya sea una roca o una rama.

## Reproducción
El vuelo nupcial de esta especie es elegante y ágil: vuela en las alturas dando círculos para, a continuación, zambullirse o planear con las alas en forma de V. Nidifica en la copa de los árboles, preferiblemente espinosos, donde pone de 3 a 4 huevos.

## Subespecies
Se reconocen cuatro subespecies de Elanus caeruleus:
- Elanus caeruleus caeruleus - sudoeste de la península ibérica, África y sudoeste de Arabia.
- Elanus caeruleus vociferus - del Pakistán el este de China, Indochina y la península de Malaca.
- Elanus caeruleus hypoleucus - islas de la Sonda, Célebes y Filipinas.
- Elanus caeruleus wahgiensis - Nueva Guinea.